# ليوبولدو أودونيل (محطة مترو أنفاق مدريد)
ليوبولدو أودونيل (بالإسبانية: Leopoldo O'Donell)‏ هي محطة مترو أنفاق في مدريد في إسبانيا، تقع على الخط رقم 6.